# Udomxai
Udomxai er en provins i Laos. Hovedstaden er Muang Xay.
| Geografi/geologi | Spire Denne artikel om geografi er en spire som bør udbygges. Du er velkommen til at hjælpe Wikipedia ved at udvide den. |

20°42′N 101°49′Ø / 20.7°N 101.82°Ø